# Igor Kolodinsky
Igor Georgievich Kolodinsky em russo:Игорь Георгиевич Колодинский; (Magdeburgo, 7 de julho de 1983) é um jogador de vôlei de praia.

## Carreira
Em 2008, com Dmitri Barsouk disputou a edição dos Jogos Olímpicos de Verão cuja sede foi em Pequim e após eliminação terminaram na nona posição.

## Premiações individuais
- Melhor Sacador do Circuito Mundial de Vôlei de Praia de 2010
- Melhor Sacador do Circuito Mundial de Vôlei de Praia de 2009
- Melhor Sacador do Circuito Mundial de Vôlei de Praia de 2008
- Melhor Sacador do Circuito Mundial de Vôlei de Praia de 2007
- Melhor Novato do Circuito Mundial de Vôlei de Praia de 2007